# Vuze
Vuze (dříve Azureus) je aplikace umožňující stahování a sdílení souborů v P2P síti BitTorrent. Zahrnuje podporu anonymních komunikačních protokolů I2P a Tor. Azureus je naprogramován v Javě a díky tomu je nezávislý na konkrétním operačním systému (multiplatformní software). Lze jej tedy provozovat v operačních systémech GNU/Linux, Mac OS X, Microsoft Windows či Solaris. Azureus je tzv. Open source software licencovaná pod „svobodnou licencí“ GPL a jeho zdrojové kódy jsou k dispozici volně ke stažení.
Azureus umožňuje pomocí protokolů BitTorrent souběžně segmentově stahovat a/nebo sdílet libovolný počet souborů. Klient disponuje širokými možnostmi nastavení a přizpůsobení aplikace nejen pomocí konfiguračních nástrojů Azurea ale i pomocí dostupných funkčních pluginů. Rovněž zprostředkovává detailní informace o probíhajících přenosech. Mimo jiné
- Seznam stahovaných souborů
- Procentuální vyjádření průběhu jednotlivých stahování, včetně detailních informací o průběhu stahování jednotlivých segmentů, jejich dostupnosti (počet uživatelů kteří jednotlivé segmenty sdílí)
- Seznam uživatelů od kterých stahujete a pokud jsou k dispozici i podrobné informace o nich (rychlost jejich stahování a odesílání, lokalita, IP adresa, použité porty, použitý P2P klient, a další)
- Podrobné statistické informace o rychlosti stahování i odesílání, odhadovaný zbývající čas k dokončení stahování, informace o trackerech. Tyto informace jsou dostupné i v přehledných grafech.

Azureus umožňuje nastavit maximální rychlosti stahování i odesílání a řadu dalších parametrů. Azureus také poskytuje nástroje pro prohlížení souborů s ještě nedotažených torrentů. Obsahuje vlastní konfigurovatelný tracker, který koordinuje přenosy v rámci torrentu a pomocí kterého můžete nabídnout své soubory ke stažení ostatním aniž byste je museli předtím kamkoliv odesílat. Pomocí rozšiřujících funkčních doplňků (jako je např. Country Locator) lze možnosti Azurea ještě rozšířit.
Azureus od verze 2.3.0.0 zahrnuje podporu pro decentralizovaná rozšíření protokolu BitTorrent v podobě distribuované databáze, díky které je Azureus méně závislý na trackerech, bez kterých se v tak případě nutnosti Azureus při stahování dokáže obejít a potřebné provozní informace si obstarat od ostatních klientů. Mnozí tvrdí, že programátoři tím znovu „vynalézají kolo“, protože touto funkcí se BitTorrent klienti konečně vrací k původní myšlence topologie P2P, která by měla být nezávislá na serverech či jakýchkoliv centrálních uzlech jakými trackery jsou. Jiní v tom spatřují přirozenou evoluci BitTorrent protokolu.
Grafické uživatelské rozhraní Azurea je díky automatické detekci a integrovaným lokalizacím ihned po spuštění dostupné v místním jazyce.